# NGC 1928
NGC 1928 ist ein offener Sternhaufen in der Großen Magellanschen Wolke im Sternbild Schwertfisch. Der Sternhaufen wurde am 3. August 1826 von dem Astronomen James Dunlop mit einem 23-cm-Teleskop entdeckt.